# 豪爾赫·帕切科·阿雷科
豪爾赫·帕切科·阿雷科（西班牙語：Jorge Pacheco Areco，1920年4月9日—1998年7月29日），烏拉圭總統，1967年至1972年在任。

## 生平
豪爾赫·帕切科·阿雷科曾于1967年至1972年担任乌拉圭总统，后担任该国驻巴拉圭大使。